# 孫鼎
孫 鼎（そん てい、生年不詳 - 1457年）は、明代の官僚・儒学者。字は宜鉉、号は貞孝。本貫は吉安府廬陵県。

## 生涯
永楽年間、郷試に及第した。江浦教事をつとめ、後に松江府教授に任じられた。1443年（正統8年）、楊溥の推薦により御史となり、南直隷の学政を監督した。「本源録」を置いて、学生たちの善行を記録した。学生が面会に来ると、孫鼎は門を閉ざして学生を試験し、その日のうちに甲乙を定めた。学生が試験から帰ると、立札がすでに街道に掲示してあったので、請託しようとする者も手のつけどころがなかった。通州で旱害のため飢饉が起こると、孫鼎は税糧3400石あまりを免除するよう上奏した。1449年（正統14年）、土木の変で英宗がオイラトに連行されると、孫鼎は試験を中止し、「故事では簪花の宴を開くべきところだが、いまは臣子が戈を枕としているときであるので、諸君を不義に陥れることはあえてすまい」と学生たちにいい、茶会を設けて、学生たちを送別した。孫鼎は宮殿を訪れて上書し、決死の任につきたいと請願したが、景泰帝の返答はなかった。ほどなく老齢の親を養うために致仕した。吉安府知府の張瑄が「孫鼎は孝行では曾子や閔子騫の後を追い、学問では朱熹や二程を継いでおります。学士の職につけるべきでしょう」と上疏したが、景泰帝は許可しなかった。1457年（天順元年）、家で死去した。著書に『詩義集説』4巻があった。